# Exomalopsis spangleri
Exomalopsis spangleri är en biart som beskrevs av Timberlake 1980. Exomalopsis spangleri ingår i släktet Exomalopsis och familjen långtungebin. Inga underarter finns listade i Catalogue of Life.